# 黄河夺淮
黄河夺淮指的是黃河在南宋建炎二年（1128年）至清咸豐五年（1855年）間以淮河的河道作出海口的黄河改道历史。
北宋之前，黃河與淮河大抵相安無事。雖自西汉以来，淮河多为黃河所侵，“多在泗（州）、凤（阳）以上”，“颍（上）、亳（县）、怀远之间”，但黃河少有入淮之事。
北宋末年，金兵南侵，東京留守杜充，決黃河，自泗入淮，以阻金兵。南宋控制黃河奪得黃河的水源。紹定五年(金天興元年、1232年)，蒙古軍取金國睢州，圍歸德府。蒙古大軍在今商丘縣西北決河，河水奪濉水入泗。稍後蒙古軍又在今開封市北決河，河水奪渦水入淮。元世祖至元二十三年（1286年），黃河在開封、祥符、陳留、杞、太康、通許、鄢陵、扶溝、洧川、尉氏、陽武、延津、中牟、原武、睢州等縣15處決口，河水共侵奪穎、泗、渦、淮四條河流的河道入海。“每淮水盛时，西风激浪，白波如山，淮扬数百里中，公私惶惶，莫敢安枕者，数百年矣”，明隆慶年間（16世紀七〇年代），潘季馴治河，黃河方固定於明清河道達三百年。破釜塘、白水塘、富陵湖、泥墩湖、万家湖等陂塘和小湖连接成洪泽湖。淮河长期不再有入海口，改在三江營匯入長江。
清朝咸豐五年（1855年），黃河再度在河南銅瓦廂決口改道，此後黃河大致以山東济水（古代山东大清河乃济水，并非今天大清河）河道為入海口至今。
在此前和此後，統治者也以扒開堤岸的方式迫使黃河改道，但都不稱為黄河夺淮。

## 黃河故道
今日，黃河故道在江苏省穿过徐州市、宿迁市和淮安市、盐城市，其中，穿过徐州、宿迁的黄河故道即早年泗水河道，而穿过淮安、盐城的河道即淮河故道（古淮河），曾作为南宋与金国的分界线，2008年，淮安在市区北面的古淮河河道上建筑中国南北分界线标志物。